# 디에고 안토니오 레예스
디에고 안토니오 레예스 로살레스(Diego Antonio Reyes Rosales, 1992년 9월 19일 ~)는 축구 선수이다. 현재 케레타로에서 활약하고 있다.